# 山内テツ
山内 テツ（やまうち てつ、Tetsu Yamauchi、1946年10月21日 - ）は、福岡県福岡市出身のロック音楽家、ベーシスト。1970年代にブリティッシュ・ロック・バンド、フリーとフェイセズで活動していたことで知られる。

## 来歴
本名は山内 哲夫（やまうち てつお）。1968年にマイク真木のザ・マイクスに加入して音楽活動を開始。ミッキーカーチス&サムライのメンバーとして海外遠征を経験。その後麻生レミのバック・バンドなどで活動。
1971年4月、初来日したフリーのポール・コゾフ（ギター）、サイモン・カーク（ドラム）とスタジオで出会い、意気投合して渡英。フリーはまもなく解散し、山内はコゾフ、カーク、ラビット（キーボード）と共に、コゾフ・カーク・テツ・ラビット名義で同名アルバム『コゾフ／カーク／テツ／ラビット』（1972年）を制作した。
1972年2月、フリーはコゾフ、カーク、ポール・ロジャース（ヴォーカル）、アンディ・フレイザー（ベース・ギター）のオリジナル・メンバーによって再結成されたが、まもなくフレイザーが脱退。後任に山内が迎えられた。フリーの再結成には薬物摂取癖に苦しむコゾフを救うという目的があったが、結局コゾフは活動に支障をきたしてしまい離脱。残ったロジャーズ、カーク、山内はラビットを迎えて、ロジャースがギタリストを兼任。彼等は7月にエマーソン・レイク・アンド・パーマーとのジョイント・コンサートで2度目の来日を果たし、山内もメンバーとして22日に後楽園球場、24日に阪神甲子園球場で第一部のステージに登壇して凱旋ライヴを行なった。同年10月、彼等は新作アルバムの制作を開始し、翌1973年1月にアルバム『ハートブレイカー』を発表。山内が作曲に参加した「Wishing Well」のシングルは全英チャート7位（Music Week）を記録。彼等はアメリカ・ツアーも行ったが、やがて活動が停滞気味になって自然消滅的に解散した。
1973年の後半、ロニー・レーンの後任としてフェイセズに加入。作曲に参加したシングル「You Can Make Me Dance, Sing Or Anything 」が1974年に全英チャート12位（Music Week）を記録。1974年2月のフェイセズの初来日公演で二度目の凱旋ライヴを行なった。
渡英した当初、彼はイギリスのミュージシャンが所属するユニオンに加入できず活動を制限されそうになったが、マスコミとファンによる支援の声が問題解決につながった。
1975年にフェイセズが解散すると帰国して、山内テツ&グッド・タイムズ・ロール・バンドを結成しライヴ・アルバムを発表。その後は日本でソロ・アルバムのリリース、クリエイションに加入するなどの活動を行なった。1985年にはフリー・ジャズのドラム奏者、羽野昌二と共にOpe Bandを結成し、1990年まで活動した。その後も羽野と共に、アルバム『デア・デヴィル』（1992年）、ヴェルナー・リュディのアルバム『気』（1996年）に参加している。
2011年以降は表立った音楽活動を行なっておらず、2012年1月6日に原宿クロコダイルにて石間秀機、ジョニー吉長らとステージに立った以外はフェイセズ再結成への参加やメディアへの取材対応も一切断り、家族と共に静かに幸せな生活を送ってきた。
約10年後の2023年の9月29日に横浜でライヴを行った。同年10月23日、MEETS DUOとして、嶋田吉隆とともに久しぶりに原宿クロコダイルのステージに立ち、翌2024年1月29日、6月6日にも出演。活発な動きを見せている。

## ディスコグラフィ

### ソロ・アルバム
- 『TETSU』（1972年）[5]
- 『ききょう』 （1976年）[6]
- 『Live』 - Live （1977年）[7] ※Tetsu & The Good Times Roll Band名義

### 連名アルバム
- コゾフ・カーク・テツ・ラビット
  - 『コゾフ／カーク／テツ／ラビット』 - Kossoff/Kirke/Tetsu/Rabbit （1972年）
- ペーター・ブロッツマン、羽野昌二、山内テツ、郷津晴彦
  - 『デア・デヴィル』 - Dare Devil ）（1992年）[8]
- 瀬川洋、山内テツ、成田賢
  - 『フレンズ』 - Friends（1998年）[9]

### フリー
- 『ハートブレイカー（英語版）』 - Heartbreaker （1973年）

### フェイセズ
- 『ロッド・スチュワート&フェイセズ＝ライヴ』 - Coast to Coast: Overture and Beginners （1974年）